# Srbice, Teplice
Srbice là một làng thuộc huyện Teplice, vùng Ústecký, Cộng hòa Séc.